# ムルタザ
ムルタザ（タタール語: مرتضى, ラテン文字転写: Murtaza, ? - 1565年）は、シビル・ハン国の王族。

## 生涯
シビル・ハン国の君主であったイバクの子。1495年頃に父が死去するとその後継者となったが、君主位はムルタザのシバン家と対立していたタイブガ家のマムクの手に渡った。
ムルタザの代にチュメニに居住していたウズベクは、ティムール朝の衰退に乗じて勢力を拡大したカルムイクから、あるいはモンゴルからの圧迫を受けてマー・ワラー・アンナフルに移住した。その結果、チュメニに残ったウズベクはごく一部となった。
1556年頃、ムルタザの子のクチュムがシビルの君主であったヤーディガル（マムクの孫）を打倒して君主位をタイブガ家から奪取した。ムルタザ自身は1565年に死去したとされる。

## 参考書籍
- Armstrong, Terence (2017). Yermak’s Campaign in Siberia: A selection of documents translated from the Russian by Tatiana Minorsky and David Wileman. Routledge. ISBN 978-1134789412